# Курица хули-хули
Курица хули-хули или Цыплёнок хули-хули (англ. Huli-huli chicken) — гавайское блюдо из курицы на гриле, приготовленное путем обжаривания курицы на дровах из мескитового дерева, и политой сладким соусом хули-хули. Название блюда происходит от гавайского слова, означающего «поворот».

## История
В 1954 году Эрнест Моргадо, офицер военно-морской разведки во время Второй мировой войны, и птицевод Майк Асаги, основали компанию Pacific Poultry Company в Эва на Гавайях. В следующем году на встрече с фермерами Моргадо и Асаги впервые приготовили курицу на гриле в соусе, похожем на тэрияки, по рецепту матери Моргадо. Увидев его популярность, Моргадо начал готовить курицу хули-хули на благотворительных мероприятиях. По словам пасынка Моргадо, были собраны миллионы долларов за эти годы на благотворительность за счет продажи курицы хули-хули. Сбор средств в церквях и школах по продаже курицы хули-хули был обычным явлением на Гавайях в течение многих лет.
Huli — это гавайское слово, означающее «поворот». Поскольку блюдо было первоначально готовили на гриле с самодельным вертелом, люди кричали «хули», когда цыплят надо было перевернуть, и полить при этом соусом другую сторону. Моргадо через Pacific Poultry Company зарегистрировал товарный знак «хули-хули» в 1967 году. Он прославился своим рецептом курицы хули-хули. Работая в Совете по сельскому хозяйству Гавайев, был назначен почётным вице-консулом Португалии и награждён «Кубком Совета» Португальской торговой палаты Гонолулу в 1981 году. Позднее, начиная с 1986 года, Моргадо стал разливать свой соус хули-хули в бутылки и продавать его в магазинах. Сегодня курицу хули-хули можно попробовать на Гавайях в ресторанах, придорожных киосках, мини-маркетах и в драйв-инах. Во многих местах курицы готовятся на жаровнях и тут же продаются.

## Приготовление

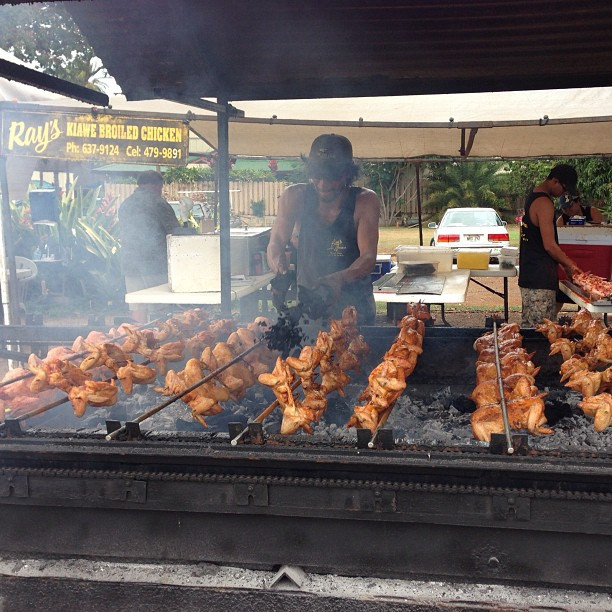
Приготовление курицы хули-хули на открытом гриле

Моргадо никогда не публиковал свой рецепт соуса хули-хули, хотя другие повара делали приблизительные версии. Большинство рецептов требуют глазури или соуса с такими ингредиентами, как ананасовый сок, кетчуп, соевый соус, мёд или коричневый сахар, кунжутное масло, имбирь и чеснок. В некоторых рецептах может потребоваться лимонный сок, вустерширский соус, шрирача или хлопья красного перца, рисовое вино или хересный уксус, куриный бульон, белое вино или горчица. Некоторые рецепты предусматривают засолку курицы с кошерной солью, сахаром, лавровым листом, чесноком, кунжутным маслом или тимьяном, перед маринованием в соусе.
Курицу можно приготовить на гриле или в жаровне на горизонтальном вертеле. В процессе приготовления её регулярно поливают глазурью и переворачивают («huli-ed»). Древесная щепа из мескитового дерева (kiawe) традиционно используется для придания курице аромата дыма.